# Bernadette Pichlmaier
Bernadette Pichlmaier (* 28. März 1969) ist eine deutsche Marathonläuferin und Deutsche Meisterin im Marathonlauf 2009 und 2010.

## Werdegang
Sie lief ihren ersten Marathon 1996 in München im Alter von 26 Jahren und benötigte für die Distanz 3:42 h.
Ihre leistungssportliche Karriere begann sie erst im Alter von 38 Jahren. Beim Frankfurt-Marathon belegte sie 2007 den 17. Platz in einer Zeit von 2:43:38 h. Im folgenden Jahr wurde sie beim Gutenberg-Marathon in Mainz Dritte in 2:43:35 h und damit gleichfalls Dritte bei der im Rahmen dieses Rennens ausgetragenen Deutschen Marathon-Meisterschaften. Bei den Deutschen Meisterschaften im 10-Kilometer-Straßenlauf erreichte sie den sechsten Platz. Sie gewann das Halbmarathonrennen im Rahmen des Marathons im Dreiländereck und verbesserte sich als Zehnte des Frankfurt-Marathons auf 2:38:00 h. Im Jahr darauf erzielte sie nach einem dritten Platz bei den Deutschen Halbmarathon-Meisterschaften.
2009 erlangte sie den größten Erfolg ihrer Karriere, als sie den Gutenberg-Marathon in einer Zeit von 2:38:44 h gewann und damit Deutsche Meisterin im Marathonlauf wurde. Nach einer Titelverteidigung beim Halbmarathon im Dreiländereck steigerte sie sich beim Frankfurt-Marathon auf 2:35:26 h und belegte als zweitbeste Deutsche den 13. Platz. Im Mai 2010 konnte sie ihren Titel als Deutsche Meisterin im Marathonlauf erneut mit 2:40:58 h im Gutenberg-Marathon verteidigen. Im Juni 2010 wurde sie zudem Bayerische Meisterin über die 10.000 Meter.
Beim München-Marathon erkämpfte sie sich 2010 und auch 2011 den ersten Platz.
Beim Hannover-Marathon 2012 war sie im April beste deutsche Läuferin. Eine Woche später wurde sie in Griesheim Deutsche Vizemeisterin Halbmarathon.
2015 gewann sie den 14. Erdinger Stadtlauf über 10 km in 39:41 min.
Im Juli 2017 gewann die 48-Jährige in einer Zeit von 1:24:54 h wie schon im Vorjahr den Halbmarathon in Unterhaching.
Die Athletin mit dem Spitznamen „Bernie“ startet für den LC Freising (Teil der LAG Mittlere Isar) und wird von Francisco Muñoz trainiert. Die gelernte Floristin ist verheiratet, hat zwei Kinder und wohnt in Tegernbach (Rudelzhausen).

## Persönliche Bestzeiten
- 10.000 m: 35:11,84 min, 7. Juni 2009, Regensburg
- 10-km-Straßenlauf: 34:10 min, 12. September 2009, Otterndorf
- Halbmarathon: 1:15:06 h, 4. Oktober 2009, Bregenz
- Marathon: 2:35:26 h, 25. Oktober 2009, Frankfurt